# 惠特克 (密歇根州)
惠特克（英語：Whittaker）是位於美國密歇根州沃什特瑙縣奧古斯塔特設鎮區的一個非建制地區。

## 地理
惠特克所處的海拔為高於海平面206米（即676英呎），而該地所採用的時區為UTC-5，即北美东部時區（EST）。同時該地設有夏令時間，為UTC-5調快一小時，即UTC-4（EDT）。